# ファシスト四天王
ファシスト四天王（ファシストしてんのう、イタリア語: Quadrumviro）は、国家ファシスト党がイタリア王国の政権を獲得する過程で、党首ベニート・ムッソリーニを支えた4人の党幹部を指す語。かれらはローマ進軍（1922年）の指揮にあたり、1923年に設立されたファシズム大評議会（当初は党機関、1928年に国家の最高機関となる）の終身評議員となった。

## 名称
原語 Quadrumviro は、古代ローマ時代における元老院の役職「四人官」（ラテン語: Quadrumvirs、クアドルムウィルス）を指す。共和国の司法と警察を司る地位で、その名が示す通り4名の合議によって行動した。同様の概念に二人官、十人官、二十四人官などがある（古代ローマの公職参照）。
日本では「四天王」（ファシスト四天王、ムッソリーニ四天王）と意訳される場合が多い。「四巨頭」「四首脳」などと表現されることもある。

## 四天王
ミケーレ・ビアンキ（1882年 - 1930年）
ファシスト党書記長。ムッソリーニのイタリア社会党時代からの盟友で、思想的にはサンディカリストに属した。公共労働大臣 (it:Ministero dei Lavori Pubblici) （1929年 - 1930年）を務めたが、健康を損ねて1930年に没した。
エミーリオ・デ・ボーノ（1866年 - 1944年）
ファシスト党共同設立者。第一次世界大戦を戦った陸軍元帥。ファシスト政権が成立すると、警察長官及び国家義勇軍指導者に任命された。トリポリタニア総督、イタリア植民地相を歴任。
後年ムッソリーニから離反、1943年のファシスト大評議会でムッソリーニ首相解任の動議（グランディ決議）に賛成したが、そのためイタリア社会共和国によって逮捕・処刑される。
イタロ・バルボ（1896年 - 1940年）
フェラーラ出身で、同地の党支部長・黒シャツ隊リーダー。「四天王」の中では最も若いが（ムッソリーニの13歳年下、ローマ進軍時26歳）党の幹部を務め、ムッソリーニの後継者として指名されていた。1926年に空軍大臣に就任し、スピードレースや長距離飛行によりイタリア空軍の威信を高めたことで知られる。
しかし、ムッソリーニと対立を深め、北アフリカ軍総司令官（のちリビア総督を兼任）として遠ざけられたのち1940年に事故死を遂げた（ムッソリーニによる暗殺説もある）。
チェーザレ・マリーア・デ・ヴェッキ（1884年 – 1959年）
弁護士出身で、ピエモンテで黒シャツ隊を率いた。ローマ進軍当時は下院議員（1921年選出）。ムッソリーニ政権成立後は財務次官、ソマリランド総督（1923年 - 1928年）、上院議員、バチカン大使、国民教育相、エーゲ海諸島総督（1936年 - 1940年）を歴任。
1943年のファシスト大評議会でムッソリーニ首相解任の動議に賛成。アルゼンチンに亡命し、イタリア社会共和国による逮捕は免れたが、欠席裁判で死刑判決が出された。1949年にイタリアへ帰国した後はネオ・ファシズム政党イタリア社会運動 (MSI) を支援したが、入党はしなかった。
- 前列左からムッソリーニ、デ・ヴェッキ、ビアンキ。2列目の左にバルボ。（1922年）
- ビアンキ
- デ・ボーノ（1929年）
- バルボ（1929年）
- デ・ヴェッキ